# Komanaombymeer
Het Komanaombymeer (Frans: Lac Komanaomby) is een meer in Madagaskar, gelegen in de regio Menabe.